# Pedro Paulet
Pedro Paulet Mostajo (Arequipa, 2 de julio de 1874-Buenos Aires, 30 de enero de 1945) fue un ingeniero peruano considerado como precursor de la aeronavegación a propulsión y pionero de la era espacial. Fue un sabio multidisciplinario: arquitecto, ingeniero, mecánico, químico, economista, geógrafo, escultor, diplomático, escritor, periodista, conferenciante e inventor.
Su principal aporte a los vuelos espaciales fue la construcción del primer motor cohete, impulsado por propelentes líquidos: peróxido de nitrógeno como oxidante y gasolina como combustible. Este motor estaba hecho de acero vanadiado, pesaba dos kilogramos y medio, ejercía una presión de noventa kilos y producía trescientas explosiones por minuto. Esto lo realizó en 1900, siendo estudiante de ingeniería química en la Universidad de París. 
Otro aporte fue el diseño de una nave, impulsada por el mencionado motor cohete, nave a la que llamó Avión Torpedo y, posteriormente, Autobólido, en una época (1902), en que recién se iban a construir los primeros aviones con hélice y motor de explosión, que él consideraba modelos muy endebles. Se adelantó así a su época. Su Avión Torpedo ha sido reconocido como el precursor del jet y del cohete espacial y lo dio a conocer en 1910, en una entrevista con un diario peruano, aunque no tuvo eco. 
Lo reiteró en 1927, en una carta remitida al diario El Comercio de Lima. En Alemania, donde se realizaban por entonces los primeros ensayos de la cohetería, su motor fue acogido con entusiasmo por algunos miembros de la Sociedad de vuelos espaciales de Alemania (VfR). Por ejemplo, el austríaco Max Valier y el ruso A. B. Scherschevsky, lo mencionan en sus obras como el antecedente más lejano del motor a propulsión de propelentes líquidos, que sería fundamental para el desarrollo de la cohetería, y por ende, de los viajes espaciales. 
En su honor, el 2 de julio (fecha de su nacimiento) se celebra en el Perú el Día de la Ciencia y Tecnología Aeroespacial.

## Biografía
Hijo de Pedro Paulet y Antonina Mostajo. Se cree que nació en el distrito de Tiabaya (Arequipa), el 2 de julio de 1874. De familia humilde, cursó sus estudios escolares en el Colegio San Vicente de Paúl, que dirigía el padre lazarista Hipólito Duhamel. En 1890, ingresó a la Facultad de Letras y Ciencias de la Universidad Nacional de San Agustín. En 1895 viajó becado a París, donde estudió ingeniería en el Instituto de Química Aplicada de la Universidad La Sorbona; entre sus profesores, estaba Marcelin Berthelot. Empezó a experimentar un motor cohete; su conclusión fue que debía utilizar combustible líquido y no sólido. Un accidente le obligó a interrumpir sus experimentos. Aún siendo estudiante, ingresó al servicio diplomático (1900). En 1901, obtuvo el título de ingeniero químico. Fue nombrado cónsul en Amberes (1902), donde continuó sus experimentos y diseñó un avión torpedo. En 1905 regresó al Perú para ejercer la dirección de la Escuela de Artes y Oficios. Se dedicó también al periodismo; fue director del diario oficial El Peruano y de la revista Ilustración Peruana. Retornó a Europa en 1911, para dedicarse a las actividades privadas. Allí se casó y formó una familia. En 1921 regresó a la actividad diplomática y fue acreditado como cónsul en Dresde. Luego fue sucesivamente cónsul en Ámsterdam, Oslo y Róterdam. En 1927 mandó una carta al diario El Comercio de Lima, donde anunciaba que, unos treinta años antes, había construido un motor cohete, noticia que traducida al alemán llegó hasta la Sociedad de vuelos espaciales de Alemania (VfR), cuyos miembros, el austríaco Max Valier y el ruso A.B. Scherschevsky, lo reconocieron como el precursor de dicho invento. En 1932 pasó a ser cónsul en Yokohama. En 1935 retornó a Lima para trabajar en el Ministerio de Relaciones Exteriores del Perú. Se incorporó como profesor en la Facultad de Ciencias Económicas de la Universidad Católica. En 1941 fue designado como consejero comercial en la embajada peruana de Argentina. Falleció en Buenos Aires, el 30 de enero de 1945.

## Primeros años
Paulet nació en la calle San Francisco, ubicada en la ciudad de Arequipa, Perú, el 2 de julio de 1874, en una familia formada por Pedro Paulet y Antonina Mostajo y Quiroz. Fue siempre un estudiante activo, idóneo para la ciencia y apasionado por el arte. Desde niño mostró un gran interés por viajar al espacio.
En 1885, tras quedar huérfano de padre y estando en situación de pobreza, fue acogido en el recién fundado Colegio San Vicente de Paúl, de la orden lazarista, que dirigía el padre Hipólito Duhamel, célebre educador venido de Francia. En ese plantel, conocido como el “colegio de los pobres”, estudiaron muchos niños que con el tiempo serían ilustres arequipeños. Uno de ellos fue Francisco Mostajo, primo hermano y compañero de aula de Pedro Paulet.
Cuentan que, como pasatiempo infantil, lanzaba cohetes caseros a los que adhería pequeños animales vivos encapsulados, para observar los efectos que en ellos producían la velocidad o la extensión del vuelo. De la Tierra a la Luna, el libro de Julio Verne inspiró su sueño de viajar por el espacio.
Por su origen humilde, estuvo a punto de no ir a la universidad. El rector de la Universidad Nacional de San Agustín, Luciano Bedoya, que conocía sus dotes de genio, pidió al jurado que le tomara un examen, que aprobó entre aplausos. Ingresó a la Facultad de Letras y Ciencias (1892). Luego, el gobierno de Remigio Morales Bermúdez, en reconocimiento a su excelencia académica, lo becó para estudiar en Francia.

## Estudios y experimentos en Francia
En Francia estudió arquitectura y construcción en la Escuela Nacional de Artes Decorativas de París, y luego ingeniería química en el Instituto de Química Aplicada de la Universidad La Sorbona. En 1901 obtuvo, con la más alta distinción, el título de ingeniero químico. Fue admitido como miembro de la Sociedad Astronómica y la Sociedad Química de París.
Entre 1895 y 1897 inventó en París el motor cohete de combustible líquido. El mayor conocedor de la ciencia de los explosivos, Marcelin Berthelot, su profesor, le aconsejó probar con las panclastitas, explosivos recién inventados por Eugene Turpin. Pedro Paulet concluyó que el peróxido de nitrógeno y la gasolina que lo componían eran los propelentes ideales para su motor. Pero hubo de suspender esas experiencias, pues los vecinos se quejaron a la policía del ruido que provocaba su extraño aparato, bajo la sospecha de que estaba probando explosivos con fines anarquistas.
Al verse obligado a abandonar sus audaces experimentos, ingresó al servicio diplomático del Perú.  Fue uno de los delegados peruanos ante la Exposición Universal de París de 1900, y a fines de ese año pasó a ser canciller en el Consulado General del Perú de la misma ciudad.
En 1902, siendo cónsul peruano en Amberes, Bélgica, diseñó el Avión Torpedo, el primer antecedente de una nave impulsada por cohetes. El año siguiente, en 1903, los hermanos Wright hicieron volar un aeroplano con hélices, modelo que se fue imponiendo. Pero Paulet estaba convencido de que su nave era mejor, mientras que a los aeroplanos los veía como pobres «cometas automotrices».

## Su labor durante la Reconstrucción Nacional
Paulet volvió al Perú en 1905, dispuesto a contribuir con el desarrollo de su patria, que continuaba con su Reconstrucción Nacional iniciada tras el desastre de la guerra con Chile. Gobernaba entonces el presidente José Pardo y Barreda, en su primer gobierno. Fue nombrado director de la Escuela de Artes y Oficios de Lima (actual Instituto Superior Tecnológico Público José Pardo) que fue inaugurada el 24 de septiembre de 1905. Él mismo se encargó de la contratación de profesores, de la instalación del local y de los planes de estudio.
Ese mismo año se inscribió en la Sociedad de Ingenieros del Perú, de cuyo directorio formó parte en 1910. Trazó los planos para la construcción del Hospital Goyeneche, en Arequipa, obra que se concluiría en 1912. Asimismo, proyectó la construcción de un templo consagrado a Santa Rosa de Lima, en la cumbre del cerro San Cristóbal, con áreas recreativas en sus alrededores.
Fue director del diario oficial El Peruano (1907-1910) y de la revista Ilustración Peruana (1909-1910); esta última difundía los avances tecnológicos.

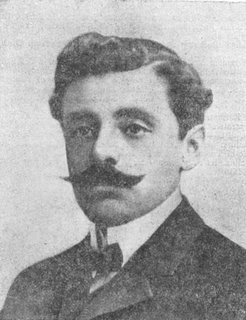
Pedro Paulet en 1910.

Mantenía todavía en secreto su invento del motor cohete y su diseño del avión torpedo, pero por algunos artículos que escribió por entonces se desprende que seguía trabajando en ese campo. En el artículo «Algo sobre navegación aérea», publicado en El Comercio de Lima, el 3 de octubre de 1909, asombrosamente vaticina el futuro de la aviación, cuando dice que las hélices serían reemplazadas por turbinas y estas por cohetes.
También planteó la construcción de una carretera transoceánica a Brasil y la creación de una industria aeronáutica nacional. Pero en el Perú se optó por importar los primeros aeroplanos de Francia. Y aunque tuvo una activa participación en la creación de la Liga Pro Aviación, fundada en 1910 tras la muerte de Jorge Chávez, (mártir de la aviación civil peruana), seguía creyendo que su avión torpedo era superior al aeroplano.

## De nuevo en Europa
En 1911, Paulet renunció a trabajar en el Estado peruano y volvió a Europa, tal vez en busca del ambiente propicio para su invento. Allí se casó y se dedicó a los asuntos privados. Aparte de eso, poco se sabe de lo que hizo en esta nueva etapa europea de su vida.
Cuando finalizó la Primera Guerra Mundial en 1918, se estableció en Bruselas, donde editó El Mundo Español.  En 1921 se encontró con el presidente Augusto B. Leguía, quien lo convenció para que volviera al servicio diplomático. Nuevamente fue acreditado como cónsul del Perú en Dresde (1921), Ámsterdam (1923), Cristianía (u Oslo, 1924) y Róterdam (1929).

## Pionero de los vuelos espaciales
En 1923, el físico alemán Hermann Oberth publicó Los cohetes hacia el espacio interplanetario, en la que demostraba matemáticamente que era posible viajar al espacio con cohetes impulsados con motores de combustible líquido. Su teoría no generó interés en los círculos científicos de Alemania, al considerársela “utópica”. Pero un grupo de aficionados a la cohetería respaldaron a Oberth y fundaron en Alemania la Sociedad para Vuelos Espaciales (Verein für Raumschiffahrt), con siglas VfR. El más entusiasta de todos ellos era el inventor austriaco Max Valier, que se convirtió en un gran divulgador de las ideas de Oberth. El siguiente paso era llevarlas a la práctica.
Cuando en julio de 1927 se produjo la hazaña de Charles Lindbergh de cruzar el Atlántico en 33 horas y media volando en aeroplano, Valier, en una entrevista, aseguró que su proyecto de avión-cohete podría batir ese récord y volar de Berlín a Nueva York en menos de dos horas. El 24 de julio de 1927, el diario El Comercio de Lima en Perú condensó dicha entrevista, que llegó a la vista de Pedro Paulet, entonces cónsul en Róterdam. Paulet, inquieto porque un diario de su país daba cabida a un proyecto extranjero, envió una carta a El Comercio, publicada el 7 de octubre de 1927, en la que aseguraba que tres décadas antes él había diseñado un avión-cohete superior y estaba buscando los fondos para fabricarlo. Este fue el momento clave en que la obra de Paulet pasó a ser conocida mundialmente.
Paulet pensaba que su nave era superior a la de Valier porque tenía un ala delta pivotante con varios motores-cohete en la base. Con la punta hacia arriba, despegaría verticalmente. Al girar el ala, se desplazaría en forma horizontal. De nuevo en posición vertical, el descenso sería cómodo. La de Valier, que no tenía algo así, obligaría a sus ocupantes a dar volatines al volver a la Tierra.
Hay que señalar que cuando apareció la carta de Paulet en El Comercio (1927), nadie en Europa había logrado hacer funcionar un motor de combustible líquido. En América, un año antes, el estadounidense Robert Goddard había lanzado un cohete de combustible líquido, pero su trabajo no se conocía en Europa. Es necesario también señalar que los motores de ambos inventores (Goddard y Paulet) eran distintos, especialmente en el sistema de alimentación del combustible (no hubo pues apropiación de ideas por ningún lado). El sistema de inyección de carburante intermitente propuesto por Paulet resultó toda una revelación, pues resolvía muchos problemas.
La carta de Paulet, traducida al alemán, causó impacto, y fue celebrada por Valier, no obstante que en ella se criticaba su proyecto. Pero había todavía quienes se mostraban escépticos. Por entonces Valier, respaldado por el fabricante de autos Opel, empezó a experimentar con autos impulsados por cohetes de pólvora negra, o sea combustible sólido. Cuando logró apenas una combustión de segundos, lo consideró un éxito y empezó a hacer demostraciones públicas. Coincidentemente, la segunda prueba de Valier de sus autos-cohetes, realizadas en Berlín en mayo de 1928, coincidió con la presencia de Paulet en dicha ciudad, adonde había sido invitado a una celebración de la Sociedad Geográfica de Berlín. Algunos miembros de la VfR consideraron el uso de combustible sólido como un retroceso y censuraron a Valier. La idea del uso de combustible líquido fue imponiéndose.
El 15 de marzo de 1928, Valier publicó un informe en el boletín de la VfR, Die Rakete (El Cohete), donde hizo la primera mención de Paulet, destacando que el motor de combustible líquido del ingeniero peruano era de "asombrosa potencia". En septiembre del mismo año, Valier reeditó una de sus obras, donde volvió a mencionar al motor de Paulet, asegurando que era mucho más significativo para el desarrollo del avión-cohete, si se lo comparaba con el motor de combustión de pólvora. Lo mismo apareció en la edición de 1930.
En 1929 fue publicado el libro El cohete para transporte y vuelo, donde el ruso A.B. Scherschevsky, miembro de la VfR, consagraba al inventor peruano como el primero en diseñar un motor de propelente líquido entre 1895 y 1897. Por entonces, en Alemania ya se reconocía a Konstantin Tsiolkovsky, Robert Goddard y Hermann Oberth como los grandes teóricos de los vuelos espaciales, mientras que a Paulet y al mismo Goddard como los primeros en realizar los experimentos.
Se cuenta que la VfR quiso desarrollar la nave de Paulet y él se negó al descubrir que querían darle un uso militar. Ese habría sido la razón por lo que Paulet se alejó de la VfR, según cuenta su hija. Lo cual resulta verosímil pues se sabe que por entonces Valier propuso a Hitler (ya por entonces un político importante aunque no era aún canciller) que financiara la fabricación de misiles usando la tecnología de los cohetes de propulsores líquidos.
En 1929, un todavía muy joven Wernher von Braun ingresaba a la VfR. Ese mismo año, Valier logró hacer funcionar un motor de combustible líquido en un auto, pero sin lograr mucha potencia. Paulet habría mantenido en secreto la fórmula del combustible. Valier sabía que era cosa de probar. En una de esas pruebas, una explosión le quitó la vida en 1930. Su asistente, Arthur Rudolph, perfeccionó el motor y en pocos años sería de los científicos que secundaron a Von Braun en el desarrollo de los misiles V-2 en la Segunda Guerra Mundial. Tras la derrota alemana, Von Braun, Rudolph y otros científicos pasaron a los Estados Unidos, donde construirían para la NASA el Saturno V, parte del programa Apolo, que pondría al hombre en la Luna en 1969. 
Los motores del Módulo Lunar que descendió en la Luna usaron peróxido de nitrógeno, el mismo oxidante que había propuesto Paulet, y en lo sucesivo varias astronaves la emplearon, como la Sonda Juno y el satélite PeruSat-1.
Fue precisamente el mismo Wernher von Braun quien reconoció que Pedro Paulet, con su trabajo, ayudó a la realización de los viajes espaciales. En dos libros que el alemán escribió conjuntamente con Frederick I. Ordway III —Historia de la cohetería y de los viajes espaciales e Historia Mundial de la Astronáutica— recuerda que Pedro Paulet, en París, entre 1895 y 1897 experimentó con su pequeño motor de dos kilos y medio de peso, logrando casi un centenar de kilogramos de fuerza, y agrega «por este hecho, Paulet debe ser considerado como el pionero del motor a propulsión con combustible líquido».

## Últimos años
En 1930 abandonó Europa y pasó a ser cónsul en Yokohama, Japón, hasta 1934. A solicitud del Ministerio de Relaciones Exteriores del Perú regresó con su familia al Perú para organizar el departamento comercial de dicho ministerio, del que fue director durante cinco años (1935-1940). También ejerció como catedrático de la Facultad de Ciencias Económicas de la Universidad Católica del Perú.
Cuenta su hija Megan que durante estos años construyó de nuevo su motor de reacción y mejoró el diseño de su avión torpedo. Incluso envió sus planos al ministerio de Aviación solicitando el financiamiento de su proyecto. Pero no recibió respuesta, ni le devolvieron los documentos. Tampoco tuvo respuesta cuando presentó sus proyectos al gobierno británico.
En 1941, cuando el mariscal y expresidente del Perú Óscar R. Benavides fue nombrado embajador en Argentina, Paulet lo acompañó como consejero comercial. Dejó su motor y el prototipo del avión torpedo al cuidado de su hijo Héctor, que estaba casado con una japonesa. Pero desgraciadamente, cuando ocurrieron los ataques xenófobicos a la comunidad japonesa, Héctor y su familia debieron abandonar repentinamente el Perú, y los prototipos, almacenados en un galpón, se perdieron.
En Buenos Aires, Paulet propuso la creación de una industria aeronáutica sudamericana (1944). Falleció el 30 de enero de 1945. El gobierno argentino ordenó que se le enterrara con honores de coronel de la nación. Sus restos descansan actualmente en un mausoleo del Cementerio Presbítero Maestro, erigido por la Fuerza Aérea del Perú, en cuya cúspide se construyó una réplica escultórica del avión-torpedo.

## Aportes

### La girándula motriz
El primer dispositivo diseñado por Pedro Paulet fue la girándula motriz, que consiste en una rueda de bicicleta provista de dos cohetes, alimentados por tubos unidos a los radios, por los que la carga venía de una especie de carburador fijo, colocado cerca del eje, con un anillo de agujeros por donde entraba la mezcla explosiva a dichos tubos, cada vez que su boquilla pasaba por uno de los agujeros. El diseño se asemeja a las turbinas hoy utilizadas por los aviones de reacción pero, en realidad, se trata de un motor industrial.

### El motor-cohete
Paulet diseñó y construyó el primer motor cohete, hecho de acero vanadiado, de dos kilogramos y medio de peso, el cual ejercía una presión de noventa kilos y producía trescientas explosiones por minuto, impulsado por propelente líquido formado por peróxido de nitrógeno como oxidante y benceno como combustible, los cuales estaban colocados en tanques separados y se mezclaban en la cámara de combustión.
El sistema de inyección intermitente ideado por Paulet fue toda una revelación, pues permitía usar un combustible explosivo sin el peligro de una explosión involuntaria. Resolvía así el problema principal de la propulsión ocurrida con combustible sólido. Además, aseguraba que su motor podía funcionar durante al menos una hora, superando así ampliamente los pocos segundos que duraba la combustión con propelente sólido.
Pedro Paulet tuvo la certeza de haber encontrado en el cohete el motor insuperable para toda clase de vehículos y especialmente para los aéreos, aunque modificando totalmente la estructura y la forma de los aviones conocidos en ese entonces. Frente a los motores a vapor, eléctrico y de explosión que eran los más avanzados al principio del siglo XX en materia de locomoción mecánica, Paulet logró diseñar y construir un motor que superaba dichos motores mediante la utilización de fuerzas explosivas retro-propulsoras de cohetes.

### El avión-torpedo o autobólido
El "avión torpedo" que posteriormente Paulet prefirió llamar "autobólido" estaba diseñado sobre la base de su motor a reacción y poseía una forma de "punta de lanza". Esta nave aeroespacial tenía un espacio interior adecuado para una tripulación, revestido a su vez en su parte externa con una capa de material resistente a las condiciones del espacio y de la atmósfera. Paulet eligió el diseño esférico de la cabina debido a que esta forma geométrica es más resistente a las presiones externas producidas por el medio ambiente y porque a su vez permite una completa libertad de movimiento a la tripulación. Asimismo, el diseño consideraba el uso de paredes térmicas y la producción de electricidad para el instrumental por medio de baterías termoeléctricas.
La nave diseñada por Pedro Paulet estaba basada en principios completamente diferentes a los conocidos en ese entonces. No tenía alerones, ni fuselaje con alas de avión tradicional, ni hélices. Y en vez de un motor de explosión, contaba con motor cohete. La nave estaría construida de una esfera de aluminio con un interior de acero, con unas medidas de tres metros y medio de largo por dos y medio metros de ancho.

## Controversias
Paulet afirmó que la razón por la que no había publicado sus estudios y experimentos, ni presentado una sola patente, era porque quería antes encontrar un combustible menos peligroso y más barato. Tampoco se consideraba el inventor del avión torpedo o avión cohete, pues creía que ese mérito debía ser para el primero que construyera y volara un avión propulsado por cohetes.
La contribución de Paulet se abordó en el simposio internacional sobre historia de la astronáutica realizado en Mar del Plata, Argentina, el 10 de octubre de 1969. Ello se dio en el marco del 20.º Congreso Internacional de Astronáutica y contó con la presencia de científicos de todo el mundo. El estadounidense Frederick Ordway explicó en su conferencia «Las supuestas contribuciones de Pedro E. Paulet a la cohetería de propulsión líquida» que la fama del ingeniero peruano se basaba únicamente en su carta dirigida al diario El Comercio fechada en 27 de agosto de 1927, que luego fue traducida y difundida en los medios europeos. Señalaba que no habían testigos ni existían pruebas de que Paulet hubiera experimentado con un motor cohete en 1895. Suponía que tanto Max Valier como A. Scherschevsky (entre otros), asumieron de buena fe lo que Paulet afirmaba en su carta y luego lo reseñaron en sus obras de divulgación. Sin embargo, tampoco existen razones contundentes para refutar tajantemente la afirmación de Paulet, y así lo entendió uno de los asistentes al Congreso, Pedro Mateu Sancho, presidente de la Asociación Espacial Española, quien sugirió a la delegación peruana que investigara a fondo la cuestión.
Años después, ya comenzando el siglo XXI, el cineasta peruano Álvaro Mejía Salvatierra se propuso hacer un documental sobre la vida de Pedro Paulet. Pero al comprobar que nadie todavía había investigado a fondo su legado, se puso él mismo manos a la obra. En 2012 anuncia la presentación de un documental titulado «En busca de Ordway», cuyo propósito es aportar todas las pruebas de que Paulet fue el pionero de los viajes espaciales. Este proyecto de documental ganó uno de los premios que anualmente otorga el Ministerio de Cultura del Perú.
Mejía sostiene que la intención de Ordway era imponer a su compatriota, el estadounidense Robert Goddard, como el pionero absoluto del cohete de propulsión líquida. Solo así se entendería su intención de desacreditar a Paulet, pues con ello también quedarían desmerecidos los científicos alemanes que se habrían beneficiado de la experiencia de Paulet en el periodo entre guerras. El trasfondo habría sido encubrir el pasado nazi de Wernher von Braun, artífice del primer viaje a la Luna, pues un reconocimiento de la NASA a Paulet, en plena guerra fría, implicaba recordar ese pasado.
Pese a la controversia, muchas enciclopedias y libros de divulgación siguen consignando a Paulet como pionero de la era espacial. Algunas publicaciones se muestran cautas al referirse a su contribución. En el Perú es un hecho incuestionable su aporte para el desarrollo de la astronáutica.

## Familia
Paulet se casó con Luisa Wilquet y tuvo siete hijos, dos de los cuales murieron a temprana edad. A su hija Megan Paulet Wilquet se le permitió presionar el botón de inicio del cohete Paulet I (el primer cohete sonda fabricado en el Perú) en diciembre de 2006. Su sobrina nieta Sara Madueño Paulet de Vásquez escribió un artículo biográfico sobre él (2001), que aporta importante información que ha sido aprovechada por los investigadores de la vida y legado de Pedro Paulet.

## Publicaciones
- Directorio del Perú para el año 1911. Provincias de Lima y Callao (1910)
- Informe sobre el IV Congreso Internacional de Limnología pura y aplicada (1929)
- El Japón moderno y sus bases económicas (1935).

Además, publicó artículos de su especialidad en diarios y revistas de la época.

## Homenajes
- Por Resolución Suprema N.° 329-93-PCM (3 de agosto de 1993), se estableció el 2 de julio, día del nacimiento de Paulet, como el Día de la Ciencia y Tecnología Aeroespacial en el Perú,[10] llamado también Día Nacional de la Aeronáutica.[40]
- En el Museo Nacional del Aire y el Espacio en Washington D. C., se puede ver una pequeña placa en honor a la memoria de Pedro Paulet, considerado como uno de los pioneros de la aeronáutica.[12]
- Con motivo del centenario del nacimiento de Pedro Paulet, la Dirección de Correos del Perú emitió el 28 de noviembre de 1974 un sello postal con la imagen del inventor y su avión torpedo, con un valor de S/. 8.[41][42]
- El 10 de septiembre de 1985, el astrónomo belga Henri Debehogne descubrió un asteroide del cinturón principal, que fue llamado (4443) Paulet, en honor al inventor peruano.[43]
- El primer cohete sonda fabricado en el Perú fue bautizado con su nombre: Paulet I (2006).
- Un año después del lanzamiento de Paulet I, Correos del Perú emitió dos sellos por valor de S/. 3 cada uno, con las imágenes de Paulet y el cohete sonda.[44]
- Una sala del Museo Aeronáutico de la Fuerza Aérea del Perú en Lima, está dedicada a la obra de Paulet. Allí se exhiben los bocetos y los modelos de sus inventos.[12]
- En el Parque Domodossola del Malecón de la Reserva de Miraflores, Lima, se erige un busto suyo, con un placa donde está representado su diseño del avión torpedo o autobólido. Fue inaugurado el 23 de febrero de 1995.[45]
- Se le erigió una estatua dorada a la entrada del pueblo donde nació, Tiabaya.[46]
- Google honró a Paulet con un Doodle de Google para el Perú, el 2 de julio de 2011, al conmemorarse los 137 años de su nacimiento.[47]
- El 22 de julio de 2021 el Banco Central de Reserva del Perú puso en circulación un nuevo billete de S/ 100, en el que homenajea a Pedro Paulet, con un diseño elaborado por la empresa De La Rue.[48]